# Васпитање у Античкој Атини
Атина је била трговачка држава којом је владала претежно трговачка аристократија. Тешке борбе за власт између земљопоседничке и трговачке аристократије приморале су аристократију да рачуна на политички слободан народ и да га искористи у своје сврхе. Ова заоштреност класне борбе у Атини такође је приморавала владајућу трговачку аристократију да успостави демократски облик власти. Отуда непрестане борбе између аристократије и демократије, које су произилазиле из све веће и веће имовинске неједнакости. Робовласничка демократија постигла је у Атини врхунац, и то нарочито за време Перикла у V веку пре н.е. Њена основа је била политичка једнакост свих слободних грађана пред законом. Атина је у то доба доживела економски ( трговачке везе ) и културни ( филозофија и уметност ) процват. Због тога је сасвим природно што се атинско васпитање прилично разликовало од спартанског васпитања, што су у атинском васпитању, нарочито касније, много више истицали формирање душевних снага и што је однос између државе и појединаца, с обзиром на васпитање, био слободнији него у Спарти. То се одражавало у садржини, методама и организацији атинског васпитања. Васпитни циљ је наравно и у Атини био: васпитати добре грађане, али на начин који одговара карактеру трговачке и високо културне атинске државе. 

## Атински систем васпитања
Васпитање у Атини резултат је, у првом реду, богатог друштвеног и економског живота. Држави су били потребни људи који су, поред војничког добијали и широко опште образовање: познавање филозофије, политике, уметности, науке и сл. Први пут је у једној античкој држави постављен идеал хармонијски развијене личности. Иако васпитање омладине није била ствар државе, ипак је држава одређивала општи смер васпитања, водила рачуна о приватним школама . 
Атински систем васпитања је предвиђао:
- до 7. год васпитање у породици
- од 7. до 14. године школе граматиста и китариста
- од 13. године палестре
- од 16. до 18. године гимназија
- од 18. до 20. године ефебе

### Васпитање у породици
Атински систем васпитања предвиђао је да се деца  слободно рођених  до седме године васпитавају у породици. Васпитавали су их робови, односно ропкиње. У ово доба старали су се пре свега о телесном развоју, али нису занемаривали ни склоности детета према игрању, ни његов почетни рад ни његов умни развој и тазвој његове фантазије. Познато је да су деци омогућавали разне игре ( бацање коцке и лопте ), да су им давали играчке ( лутке, коњиће, свирале ), да су деца од плуте изграђивала, на пример, чамчиће, а од воска кућице и слично, да су им робови причали приче и учили их лепом понашању. Девојчице су и после навршене седме године остајале код куће где су се васпитавале под мајчиним надзором, у првом реду у домаћинским пословима, али и у игрању и певању, тако да би о празницима могле учествовати у свечаностима. Само изузетно училе су и читање и писање. 

### Школе граматиста и школе китариста
Са навршених седам година дечаци су одлазили у школе граматиста и школе китариста и у њима остајали приближно до четрнаесте године. Школе, које су биле приватне су искључиво похађала деца слободних грађана, чије су трошкове сносили ђачки родитељи. Те школе су биле одвојене, и дечаци су посећивали обе уједно, или најпре школу граматиста, па затим школу китариста. У школи граматиста деца су учила да читају, пишу и да рачунају. Настава је била механичка, деца су писала по диктату и изговарала речи за учитељем. При рачунању употребљавали су осим прстију и каменчиће и рачунаљке. Ипак, због недостатака одговарајућих и подесних знакова за цифре готово да нису даље ишли од сабирања и одузимања. Настава није била колективна, него индивидуална. У школи китариста учили су музику, литературу и рецитовање стихова, најчешће из грчких епова '' Илијада '' и '' Одисеја ''. Дечака је од куће до школе пратио роб, назван  Педагог  ( paidagogos - онај који води дете ). Учили су да свирају на лири ( са 4 до 7 жица ) и на китари, да певају неке лирске и епске песме, а уз певање су и играли. Музичка настава била је саставни део образовања. 

### Палестре
Са 13 година за дечаке је почињала обука у палестри где се стицала свестрана физичка спремност . Наиме, током 2-3 године вежбало се трчање, скакање, бацање копља, бацање диска и рвање ( пентатлон ). Претпоставља се да су деца упоредо са обуком у палестри продужавала да уче код граматиста и китариста све до 14. године. Циљ овог васпитања био је у томе да код дечака развију телесну лепоту, снагу и гипкост. Радом у палестри бесплатно су руководили најугледнији људи града, јер је то била почасна дужност.

### Гимназија
Најбогатији родитељи слали су своје синове у гимназије. Те школе је делимично потпомагала држава. Поред телесног васпитања у гимназијама су неговали и разговоре помоћи којих се омладина васпитавала политички, уметнички и филозофски ( нарочито после професионалних учитеља које зовемо софистима ). 

### Ефебе
Атински младићи су од 18. до 20. године настављали обуку у ефеби. Њихови главни задаци су били да добију војно образовање, да се вежбају у ратним походима, да врше службу у градским посадама и у пограничним стражама, да науче поморство и да учествују у државним свечаностима, учили су да граде ратна утврђења, вежбали се у маршевању итд.